# Erdei mormota
Az erdei mormota (Marmota monax) az emlősök (Mammalia) osztályának rágcsálók (Rodentia) rendjébe, ezen belül a mókusfélék (Sciuridae) családjába és a földimókusformák (Xerinae) alcsaládjába tartozó faj.

## Előfordulása
Az Amerikai Egyesült Államokban és Kanadában, Alaszkától és a Yukontól délre, Washingtonig és Idahoig, délkeleten majdnem a Mexikói-öbölig található meg. Elterjedési területén elég gyakori faj. Erdőkben és mezőgazdasági területeken egyaránt előfordul.

## Alfajai
- Marmota monax canadensis Erxleben, 1777
- Marmota monax ignava Bangs, 1899
- Marmota monax monax Linnaeus, 1758
- Marmota monax rufescens A. H. Howell, 1914

## Megjelenése
Az egyik legnagyobb és legerősebb mókusféle rágcsáló. Az állat fej-törzs-hossza 32-51 centiméter, farokhossza 10-15,5 centiméter és testtömege 2-7 kilogramm, amely a téli álom előtt megnő. Az erdei mormota külső fedőszőrzetet visel, amely vörösesbarna, feketés vagy teljesen fehér (albínó) is lehet. Ez alatt puha, meleg, alsó szőrréteg van, amely a hosszú téli álom alatt véd a hidegtől. Ásáshoz és táplálkozáshoz használt kifejlett vágófogai egész élete során nőnek.

## Életmódja
Az erdei mormota magányosan él, és 6 hónapon keresztül téli álmot alszik. A téli álom alatt az állat testhőmérséklete 38 Celsius-fokról körülbelül 4 fokra esik. Néha álbejáratot ás az igazi bejárat közelében, amely zsákutca, és az ellenség megtévesztését szolgálja. E bejárat körül az állat földet szór szét. Az igazi bejáratot viszont alulról ássa, így az nehezen található meg. Tápláléka fűfélék, növények és magvak. Fajtársaival szemben gyakran agresszív, különösen amikor a járatát védelmezi és a szaporodási időszakban, amikor a hímek a szaporodási elsőségért viaskodnak. Védekezésként hátát felpúposítja, ugrál, farkát felmerevíti, fogait csattogtatja. Az erdei mormota 4-5 évig él.

## Szaporodása
Az ivarérettséget egyéves korban éri el. A párzási időszak március–április között van. A vemhesség 31-32 napig tart, ennek végén 3-4 utód jön a világra. Az utódok, születésükkor vakok és csupaszok, egy hónappal később kinyílnak szemeik és ezután két hónapra rá, az anyjuk kiűzi a fészekből. A nőstény évente csak egy almot ellik.

## Képek

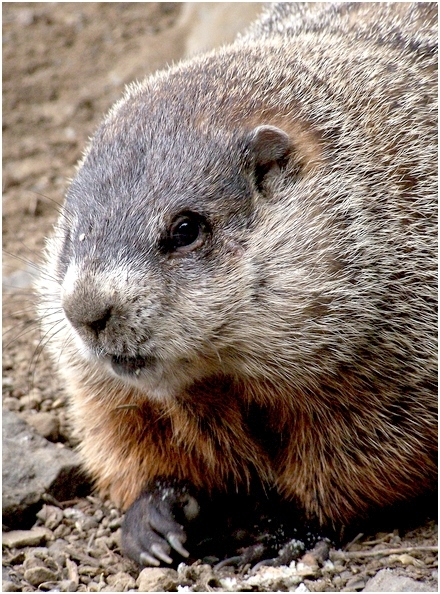
Portré
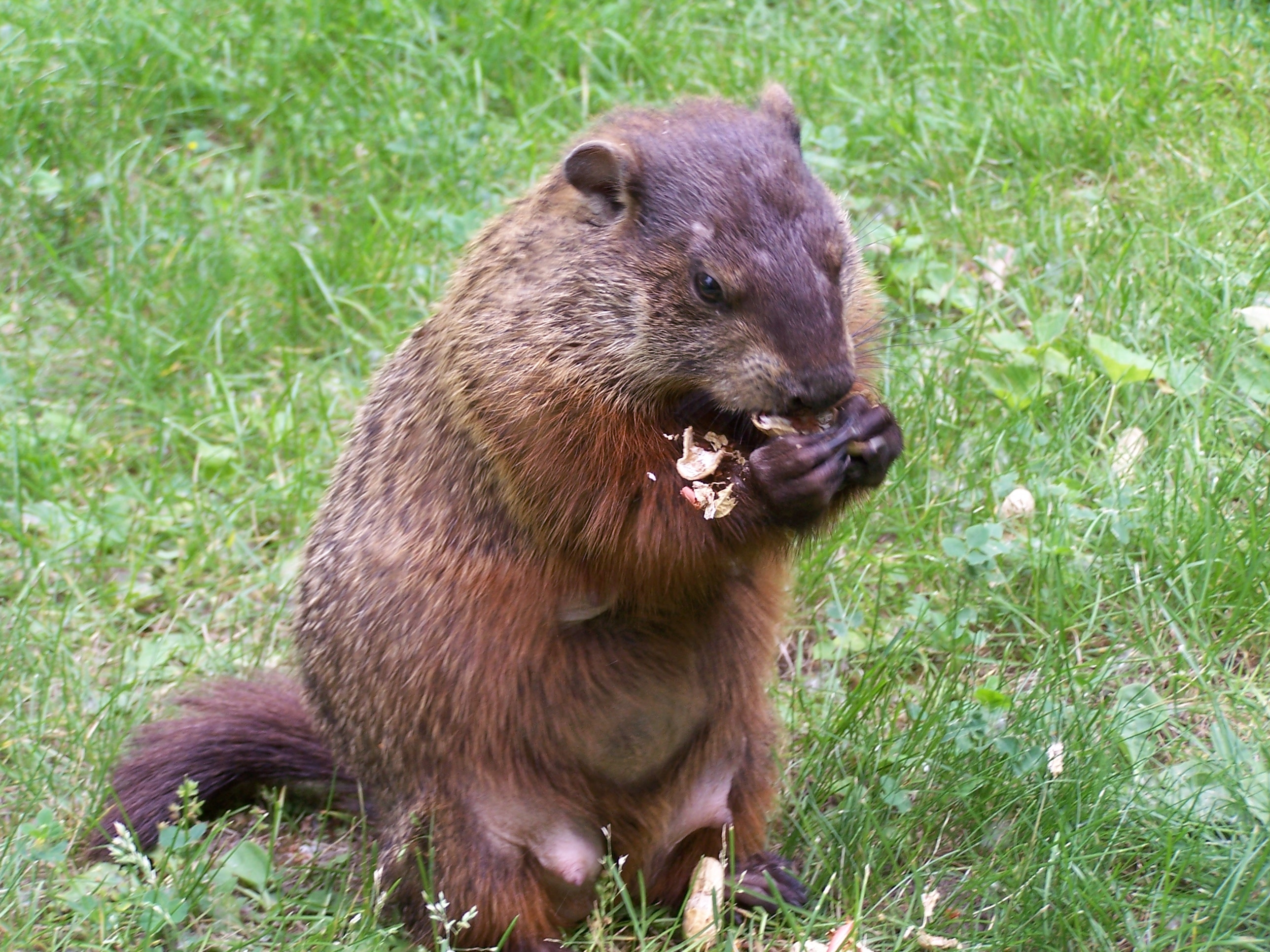
Rágcsáló anyaállat
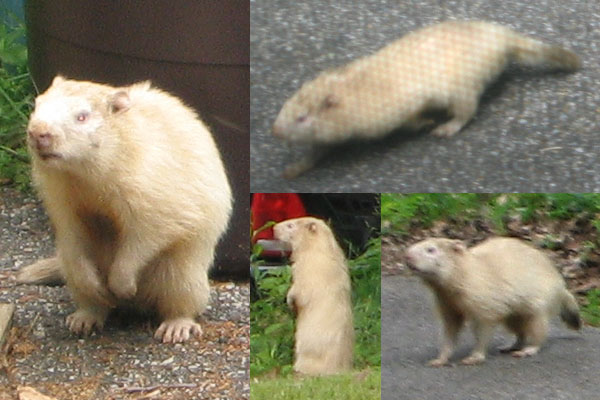
Albinó példány
- Videó az állatról